# Lactate
Als Lactate (auch Laktate) bezeichnet man Salze und Ester der Milchsäure.
Da Milchsäure in zwei enantiomeren Formen vorkommt, gibt es auch zwei entsprechende Formen ihres Anions, die man meistens nach ihrer Ausrichtung in der Fischer-Projektion als D- und L-Form bezeichnet (Die Fischer-Projektion wird jedoch senkrecht dargestellt, wobei die höher oxidierte Gruppe oben ist). Im menschlichen Körper gebildetes Lactat liegt ausschließlich in der rechtsdrehenden L(+)-Form vor.

## Salze
Milchsäure ist eine starke Carbonsäure, die unter physiologischen Bedingungen stark dissoziiert. Das Anion hat die Konstitutionsformel CH3–CHOH–COO− und wird als Lactat bezeichnet.

### Lactat im menschlichen Organismus
Das im menschlichen Körper am häufigsten vorkommende Lactat ist Natriumlactat. Es wird vorwiegend in der Skelettmuskulatur gebildet.
Bei der Glykolyse, dem Abbau von Glucose und Glykogen zu Pyruvat, wird das Coenzym NAD+ zu NADH/H+ reduziert. Das NAD+ dient als Elektronenakzeptor bei der Oxidation von Glycerinaldehyd-3-phosphat zu 1,3-Bisphosphoglycerat durch die Glycerinaldehyd-3-phosphat-Dehydrogenase. Da in mitochondrienarmen Muskelfasern bei steigender Belastung nicht so rasch alles anfallende NADH/H+ oxidiert werden kann, hilft sich der Organismus, indem er Pyruvat zu Lactat reduziert. Dabei wird NADH/H+ zu NAD+ reoxidiert. Der Abbau von Glucose zu Lactat wird auch als homofermentative Milchsäuregärung bezeichnet.
In Skelettmuskel, Haut, Darmmukosa, Blutzellen, Nieren und Gehirn werden zusammen etwa 0,7–1,3 mmol Lactat pro Stunde gebildet.
Im Ruhezustand beziehungsweise bei leichter Arbeit wird die benötigte Energie zu etwa 75 % aus Fetten und nur zu 25 % aus Kohlenhydraten gewonnen. Fette besitzen hierbei mit 38,9 kJ·g−1 einen höheren Brennwert als Kohlenhydrate (17,2 kJ·g−1). Bei steigender Belastung wird zunehmend auf Kohlenhydrate zurückgegriffen, da sie pro Zeitspanne deutlich mehr Adenosintriphosphat (ATP) liefern (FFS 0,4 mmol·min−1, Glykogen 1,0 mmol·min−1, Glucose 3,0 mmol·min−1).
Das Lactat wird bereits während der Belastung weiter abgebaut. Dazu ist grundsätzlich seine Oxidation zu Pyruvat erforderlich. Dabei wird es je nach Belastung in wachsender Menge der oxidativen Energiebereitstellung zugeführt (bis zu 83 %). Dabei wird das Lactat sowohl in Skelettmuskulatur als auch im Herzmuskel verwertet. Das Herz deckt so unter Belastung bis zu 60 % seines Energiebedarfs.
Demgegenüber wird Lactat in der Leber unter Energieeinsatz über Pyruvat zu Glucose aufgebaut. Man spricht bei der Resynthese von Lactat zu Glucose von der Gluconeogenese.
Bei höheren und höchsten Belastungen treten Fette als Energieträger in den Hintergrund. Es werden in der aktiven Muskulatur zunehmend Glucose und Glykogen zu Pyruvat abgebaut, das aufgrund des NAD-Mangels zu Lactat reduziert (und damit das NADH/H+ zu NAD+ oxidiert) wird. Da das System der Lactatutilisation überfordert ist, häuft sich in der Muskulatur das Lactat an, das Reaktionsgleichgewicht verschiebt sich und die Glykolyse wird stark gehemmt oder kommt zum Erliegen. Messbar wird diese Situation durch einen beispielsweise mit Mitteln der Differentialrechnung bestimmbaren Knick in der Lactatleistungskurve (individuelle anaerobe Schwelle).
Der Lactatwert im Blut ist das Ergebnis der ständigen Produktion und Elimination des Lactats im ganzen Körper. Bei Höchstbelastungen im Kurzzeitbereich (z. B. 1000-m-Zeitfahren und Keirin im Radsport, Schwimmen, 400-m-Lauf) können Lactatwerte von bis zu 35 mmol·l−1 entstehen.
Die Lactatproduktion wird bei der Lactatleistungsdiagnostik genutzt. Hier kann durch die Bestimmung des Verlaufs des Lactatwertes bei unterschiedlichen Belastungen die sogenannte individuelle anaerobe Schwelle ermittelt werden. Diese spielt beispielsweise in der auf Lactatstufentests beruhenden Leistungsdiagnostik eine wichtige Rolle zur Bestimmung der individuellen Leistungsfähigkeit.

### Lactat in der klinischen Medizin
In der Medizin wird Lactat als Ischämie-Marker verwendet, da es bei Sauerstoffmangel im Gewebe gebildet wird.
Eine mögliche Ursache ist zum Beispiel eine Darmischämie durch den Verschluss von zum Darm führenden Blutgefäßen. Bei einer Phosphorvergiftung, Osteomalazie und Trichinose ist Lactat im Harn nachweisbar.
- Normalwerte im Blut: 5–20 mg/dl (entspricht 0,55–2,2 mmol/l);
- Liquor Normbereich: 11–19 mg/dl;
- Gelenkpunktat Normbereich: 9–16 mg/dl

Lactat wird vor allem in der Intensivmedizin bestimmt:
- zur Verlaufsbeurteilung von Kreislaufschock und Vergiftungen
- zur Erkennung von Gewebshypoxien
- zur Klärung unklarer metabolischer Azidosen

Ansonsten:
- bei Gelenksergüssen
- in der Sportmedizin zur Beurteilung der körperlichen Leistungsfähigkeit und Trainingssteuerung durch Bestimmung der anaeroben Schwelle (etwa 4 mmol/l).

### Lactat bei Mikroorganismen
Mikroorganismen erzeugen ebenfalls Lactat im Zuge der Milchsäuregärung. Im Gegensatz zu Menschen können diese auch das D-Isomer durch eine D-Lactatdehydrogenase bilden.

## Ester

Struktur des Milchsäureethylesters

Milchsäureester (CH3–CHOH–COOR) werden ebenfalls Lactate genannt. Ethyllactat (Milchsäureethylester) ist der wichtigste Vertreter dieser Ester, der unter anderem als Lösemittel verwendet wird. Ein weiterer Vertreter ist das Butyllactat (Milchsäurebutylester).

### Darstellung
Die Lactate sind zugänglich durch eine Veresterung der Milchsäure mit Alkoholen (R-OH).
{\displaystyle \mathrm {CH_{3}\!-\!CHOH\!-\!COOH\ +\ R\!-\!OH\longrightarrow CH_{3}\!-\!CHOH\!-\!COOR\ +\ H_{2}O} }
Milchsäure reagiert in einer Kondensationsreaktion mit einem Alkohol zu einem Milchsäureester und Wasser.

Polymerisation eines Lactids zum Polylactid

Aufgrund der im Milchsäuremolekül ebenfalls enthaltenen Alkoholfunktion kann auch eine intermolekulare Veresterung zu einem Lactid stattfinden. Lactide wiederum sind Ausgangssubstanzen von Polylactiden (Kunststoffe).

### Verwendung als Lebensmittelzusatzstoff
Milchsäureester von Mono- und Diglyceriden von Speisefettsäuren werden als Lebensmittelzusatzstoff eingesetzt und mit der E-Nummer E 472b gekennzeichnet.